# デニー・マックナイト
デニー・マックナイト（Harmar Denny McKnight、1848年1月29日 - 1900年5月5日）は、19世紀のメジャーリーグベースボールの球団オーナー。アメリカ合衆国・ペンシルベニア州ピッツバーグ生まれ。現ピッツバーグ・パイレーツの創設者。

## 経歴・人物
マックナイトは、1882年から1891年まで運営されたアメリカン・アソシエーションの創設に関わった人物の一人で、自らも1881年にこのリーグ参加を見越し、同年10月15日に、現在のピッツバーグ・パイレーツに至る「アレゲニー・ベースボール・クラブ」を設立した。マックナイト自身もアメリカン・アソシエーションの代表に推薦され、数年間代表をつとめ、1884年には12試合だけ、自らアレゲニーズの指揮を取っている。
マックナイトは1886年にサム・バークリーという内野手の獲得の際二重契約のトラブルを起こしたため、同年3月にリーグから追放処分を受けた。同年マックナイトはアレゲニーズを手放し、チームはオーナーの交代を機に翌年ナショナルリーグへの鞍替えを行っている。1900年にピッツバーグで死去。

## 監督としての戦績
※順位は年度最終順位
| 年度   | チーム | リーグ | 試合 | 勝利 | 敗戦 | 勝率 | 順位 | 備考 |
| ------ | ------ | ------ | ---- | ---- | ---- | ---- | ---- | ---- |
| 1884年 | PIT    | NL     | 12   | 4    | 8    | .333 | 10位 |      |
| 通算   | 通算   | 通算   | 12   | 4    | 8    | .333 |      |      |